# Problepsis neumanni
Problepsis neumanni là một loài bướm đêm trong họ Geometridae.